# رايم

صورة من الإعدادات للعبة رايم لمنصة بلاي ستيشن 4.

رايم (بالإنجليزية: Rime)‏ هي لعبة فيديو مغامرات و‌ألغاز من تطوير شركة تيكيلا وركس الإسبانية. واصدرت اللعبة عالمياً في مايو 2017 على بلاي ستيشن 4، و‌إكس بوكس ون، و‌مايكروسوفت ويندوز، وفي نوفمبر 2017 على نينتندو سويتش. وهذه اللعبة تدعم اللغة العربية.